# Chris & Carla
Chris & Carla sono un duo composto da Chris Eckman e Carla Torgerson nato nel 1993 come progetto parallelo del loro gruppo principale i Walkabouts.
Il duo è nato con l'obiettivo di realizzare dischi più acustici, quasi folk rispetto a quelli pubblicati con il gruppo. Durante le registrazioni dei dischi hanno partecipato spesso gli altri membri del gruppo.
Il primo album è del 1993, Shelter for an Evening è una raccolta di brani registrati dal vivo in Germania dove i due artisti alternano cover e brani propri. Il successivo Life Full of Holes, album in studio, vede la presenza tra gli altri di Peter Buck dei R.E.M. e dei Tindersticks. 

Dopo un altro live pubblicano Swinger 500 album legato meno alle tradizioni classiche americane e più vicino al suono dei Walkabouts.
Nel 2007 ritornano con un nuovo album Fly High Brave Dreamers sempre per la Glitterhouse.

## Discografia
- Shelter for an Evening (1993, Glitterhouse Records)
- Life Full of Holes (1995, Glitterhouse Records)
- Nights Between Stations: Live in Thessaloniki (1995, Glitterhouse Records)
- Swinger 500 (1998, Glitterhouse Records)
- Ljubljana (1999, Wingnut Records)
- Fly High Brave Dreamers (2007, Glitterhouse Records)